# Grolsch Krachtig Kanon
Grolsch Krachtig Kanon is een zwaar pilsener dat wordt gebrouwen door Grolsch in Enschede. Het is een goudkleurig ondergistend bier met een alcoholpercentage van 11,6%.
Grolsch Krachtig Kanon werd voor het eerst gebrouwen in 1997. Het was het tweede speciaalbier dat Grolsch dat jaar brouwde ter ere van het 100-jarig bestaan van de beugelfles, toen onder de naam 'Het Kanon' ("Bier dat krachtig nadreunt") en voor het eerst gepresenteerd bij Het Bolwerk in Geertruidenberg. Het werd net als de andere vijf 'eeuwbieren' aangekondigd als een eenmalig brouwsel. Toen Het Kanon aan het eind van het jaar als 'winnaar' uit de bus kwam van de zes speciaalbieren, werd het in 1998 en in 1999 nogmaals op de markt gebracht. Grolsch nam het in 2000 blijvend in het assortiment op, eerst als blik van 0,5 liter, later in een pijpje van 30 cl.